# Architecture à Bristol

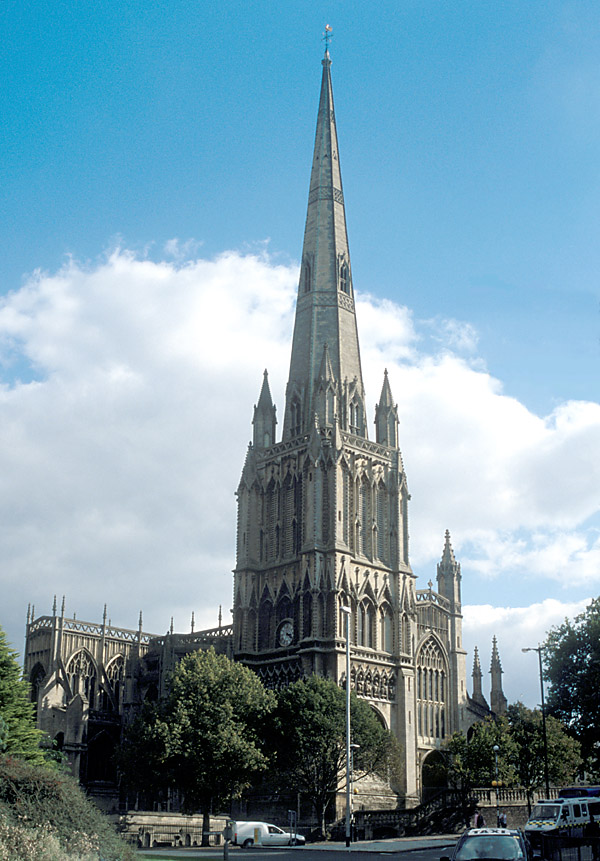
L'église St.Mary Redcliffe.

 (octobre 2023).
L'architecture à Bristol présente une combinaison éclectique de styles architecturaux, allant du médiéval au brutalisme du XXe siècle et au-delà. Au milieu du XIXe siècle, le style byzantin s'y est développé ; certains bâtiments en témoignent.
Des bâtiments de la plupart des périodes architecturales du Royaume-Uni peuvent être aperçus à Bristol. Certaines parties de la ville fortifiée et du château remontent à l'époque médiévale, tout comme certaines églises datant du XIIe siècle. En dehors du centre-ville historique se trouvent plusieurs grandes demeures de la période Tudor, construites à destination de riches marchands. Les hospices et les pubs de la même période sont restés, entourés par des zones plus récentes. Au fur et à mesure de son développement, la ville fusionne avec les villages alentour, avec chacun en leur centre une église.
La construction du port, où passent les rivières Avon et Frome, a été un marqueur au développement de Bristol. On peut également noter la construction du pont suspendu de Clifton conçu par Isambard Kingdom Brunel et la gare Temple Meads ; de 2002 à 2009, ce dernier sert comme musée de l'Empire britannique et du Commonwealth, mais il est désormais fermé.
Au XXe siècle, l'expansion de la ville se poursuit, l'université de Bristol se développe. Le XXe siècle est également marqué par l'arrivée de l'industrie aéronautique. Pendant la Seconde Guerre mondiale, le centre-ville est bombardé lors du blitz de Bristol. Le réaménagement des centres commerciaux, des bureaux et du port se poursuit encore aujourd'hui.

## Période médiévale

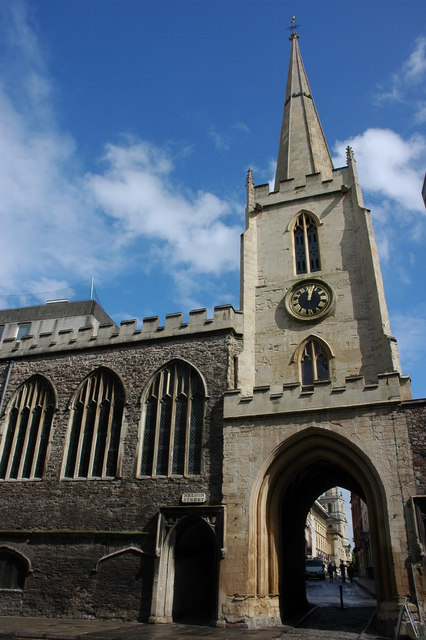
L'église Saint-Jean-Baptiste.

## Période médiévale (XIeetXIVesiècles)

### Moyens de défense
À l'époque médiévale, la ville est défendue par le château de Bristol (en). Ce dernier joue un rôle clé dans les guerres civiles qui suivent la mort d'Henri Ier. Étienne de Blois reconnaît Bristol en 1138 et affirme que la ville est imprenable. À sa capture, en 1141, il est emprisonné dans le château. Celui-ci tombe ensuite aux mains du pouvoir et Henri III dépense sa fortune dans la construction d'une barbacane devant la porte principale ouest, d'une tour-porte et d'une magnifique salle. Au XVIe siècle, le château tombe en ruines, mais les autorités de la ville n'ont aucun contrôle sur les biens royaux et le château devient donc un refuge pour les hors-la-loi. En 1630, la ville achète le château ; Oliver Cromwell ordonne sa destruction en 1656. Une partie située à l'extérieur du château — servant à l'origine de point de rassemblement pour les soldats — devient un marché où les paysans peuvent installer des stands et vendre leurs produits. Il s'y tient également une foire en automne. Il est possible que le marché ait existé dès le XIIe siècle et qu'il soit le premier faubourg en dehors des murs de la ville.
La ville possède de vastes murailles construites par Geoffroy de Montbray, évêque de Coutances. Aujourd'hui, elles ont en grande partie disparu. On peut cependant en observer certaines traces sur les maisons de King Street. Une porte présente dans l'ancienne muraille est désormais visible sous la tour de l'église Saint-Jean-Baptiste de Bristol (en).

### Monuments religieux
L'église la plus ancienne de Bristol existant encore de nos jours est le prieuré de Saint James (en) à Horsefair (Whitson Street). Il a été fondé en 1129 par Robert Rufus comme prieuré bénédictin. Le XIIe siècle est également la période où les églises All Saints (en) ou encore Saint-Philippe et Saint-Jacob (en) sont construites à Bristol. L'église du Temple (en), aujourd'hui en ruines, est construite sur le site de l'église ovale des Templiers, ordre militaire chrétien dissous de force en 1312. L'église fut reconstruite sur un plan rectangulaire et a servi d'église paroissiale.
La cathédrale de Bristol est fondée sous le nom d'abbaye Saint-Augustin en 1140 par Robert Fitzharding. Construite dans un style gothique, les travaux de construction de la cathédrale se poursuivent jusqu'en 1420 environ. Vers 1220, l'église Saint-Marc est construite. Peu de temps après, les fondations de l'église Holy Trinity à Westbury on Trym sont posées. L'église St Mary Redcliffe est également construite au XIIe siècle, cette dernière est considérée comme étant l'un des plus beaux bâtiments du style perpendiculaire du XVe siècle et le plus haut bâtiment de la ville. Lors d'une visite dans la ville de Bristol en 1574, Elizabeth Ire la décrit comme « l'église paroissiale la plus belle et la plus célèbre d'Angleterre. » Il s'ensuit au XIVe siècle la construction de l'église Saint-Jean-Baptiste et de l'église Saint-Étienne.

## Période Tudor (XVesiècle– débutXVIIesiècle)

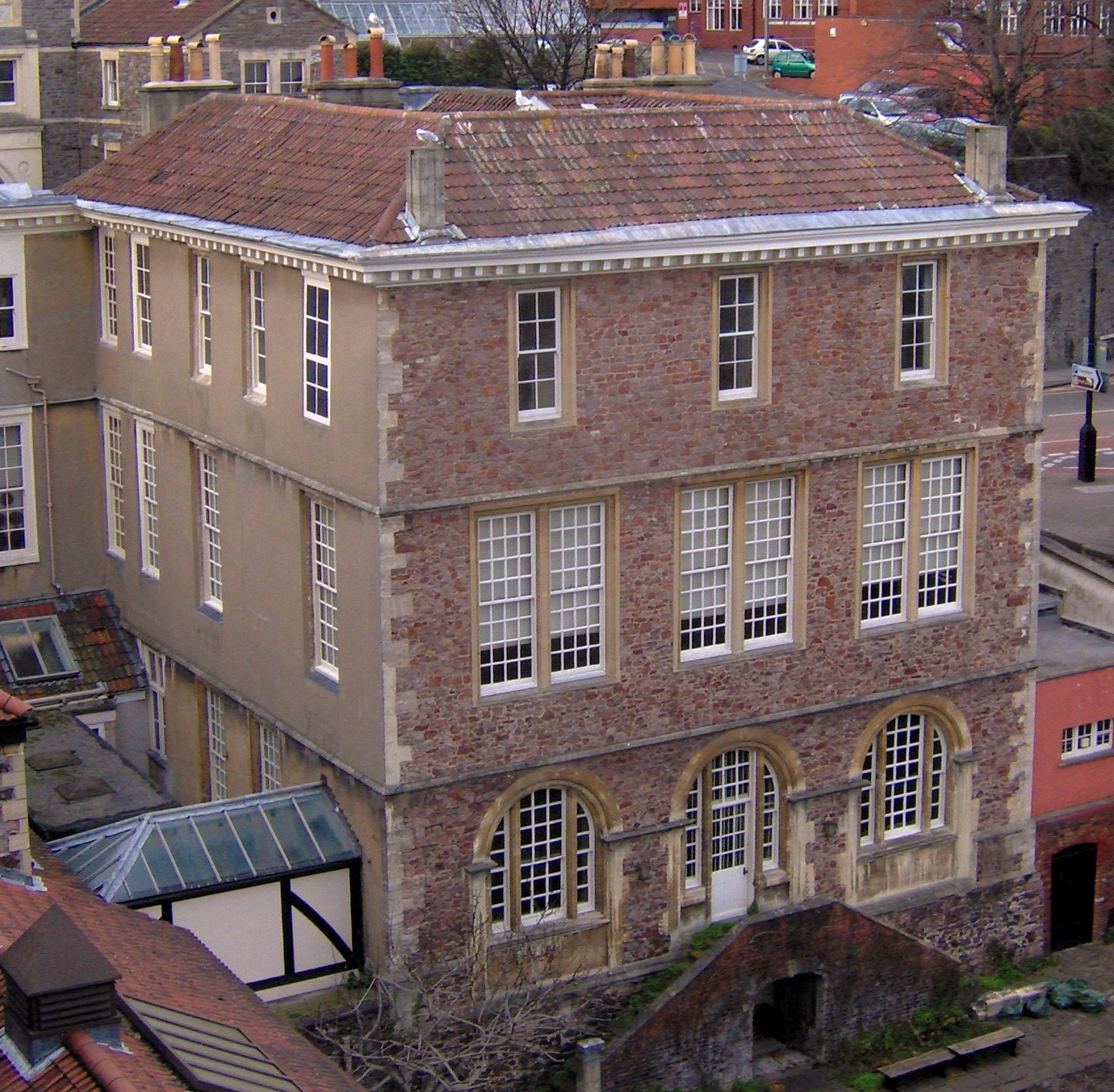
Red Loge.

La période architecturale Tudor, qui s'étend de la fin du XVe siècle au début du XVIIe siècle, voit le développement de grands bâtiments tels qu'Ashton Court. Ils ont été construits pour les marchands locaux, qui tiraient une grande partie de leur richesse du commerce au port de Bristol. Le bâtiment Red Lodge est construit en 1580 pour John Yonge. En 1615, plusieurs maisons sont démolies pour l'aménagement d'un nouveau marché aux poissons.
Pendant la guerre civile anglaise, le fort royal est considéré comme un élément essentiel des défenses de Bristol, et c'est vers le fort que les royalistes se sont dirigés lorsqu'ils ont été assiégés par les parlementaires. En 1645, ce dernier tombe aux mains des forces parlementaires et est ensuite démoli. Les hospices de Saint-Nicolas sont construits en 1652 pour permettre de soigner les plus démunis. Plusieurs bâtiments sont également construits au cours de cette période, notamment le Llandoger Trow sur King Street et le Hatchet Inn. À cette époque, la ville commence à s'étendre de plus en plus et les villages environnants deviennent progressivement des banlieues, comme les villages de Horfield et Brislington.

## Période Stuart (1666-1713)

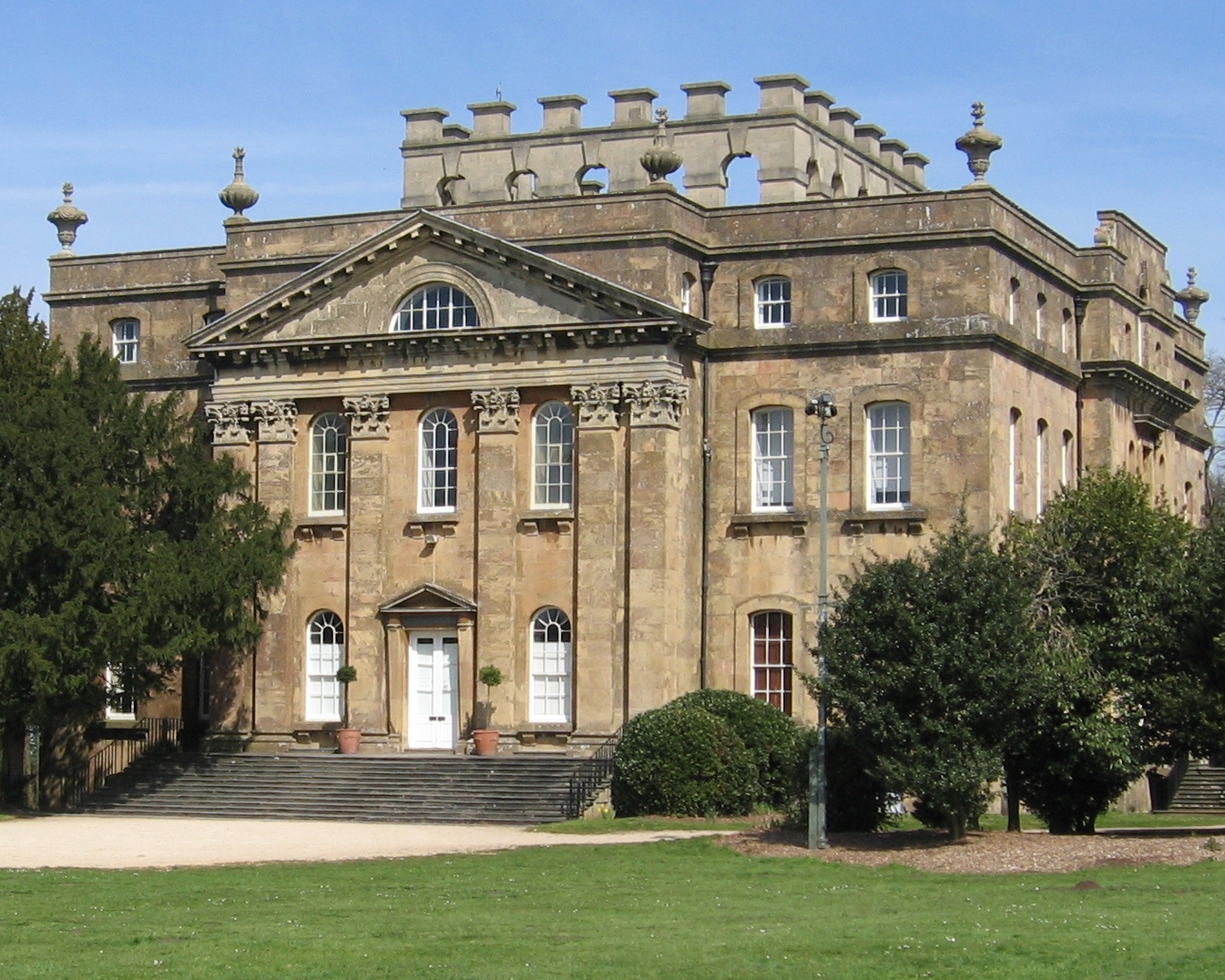
Kings Weston House.

L'expansion de la ville s'est poursuivie lors de la période Stuart (1666-1713). De grandes demeures telles que Kings Weston House et Goldney Hall sont construites. Les besoins des plus démunis sont pris en charge par les hospices tels que Colstons et les Merchant Venturers Almshouses. Le quartier de King Street se développe. La construction du parc Queen Square, à proximité, est également prévue à cette époque. En 1669, des marches d'escalier, les Christmas Steps, sont construites par-dessus la rue Queene Street, qui était endommagée et peu entretenue. La plupart des plus grandes maisons de cette période, Queen Square par exemple, sont construites pour des familles de marchands impliqués dans le commerce triangulaire. Quelques esclaves africains et créoles (nés aux États-Unis et dans les Caraïbes) sont venus à Bristol en tant que domestiques.

## Période géorgienne (XVIIIeauXIXesiècle)

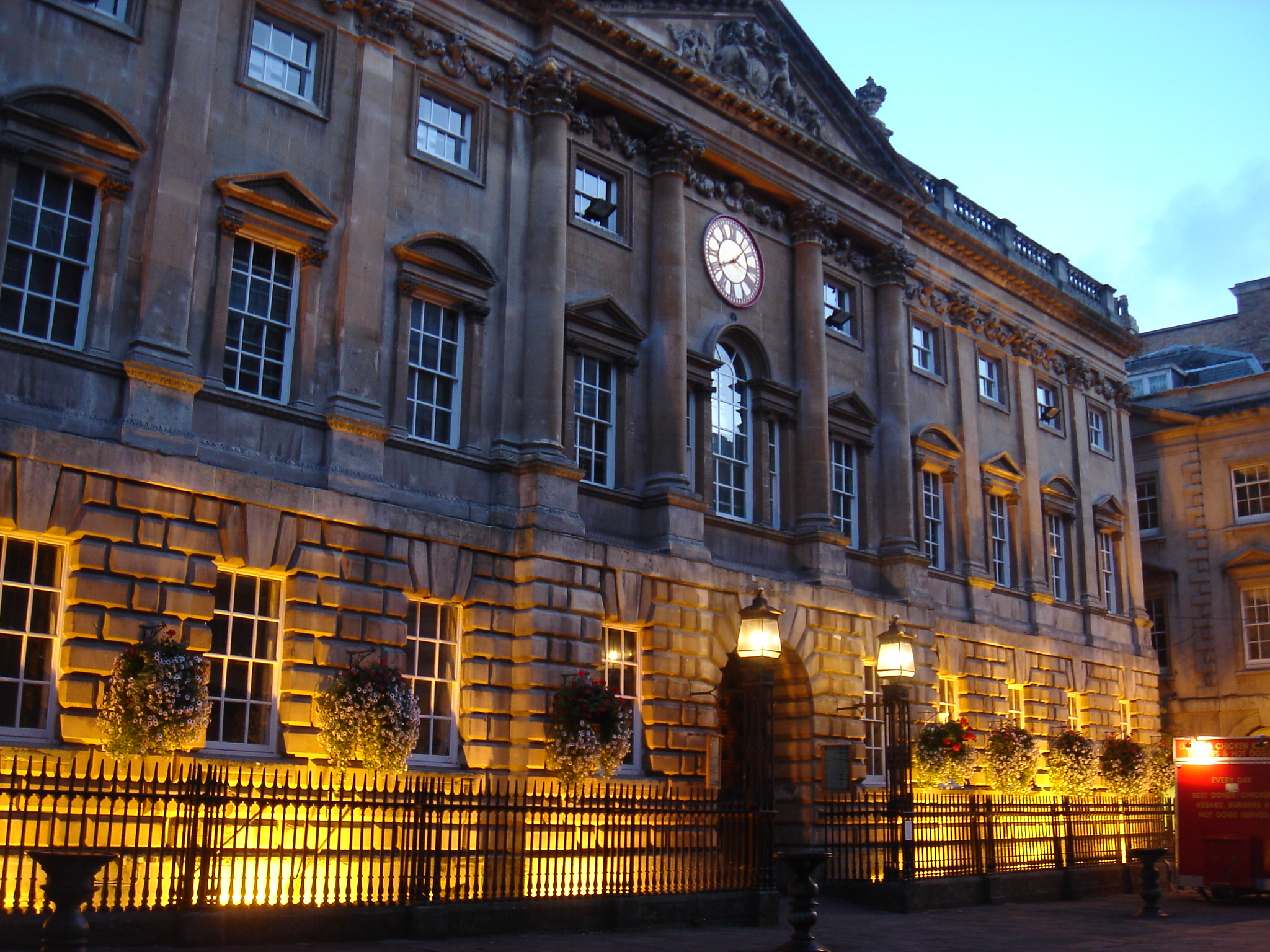
The Exchange.

En 1732, John Strachan construit Redland Court pour John Cossins. Il forme désormais l'un des bâtiments composant le Redland High School for Girls. En 1760, le Bristol Bridge Act est adopté par le Parlement par le député de Bristol, Sir Jarrit Smyth, ce qui conduit à la démolition de la porte Saint-Nicolas, ainsi que de l'église Saint-Nicolas d'origine, et de trente maisons qui se dressaient sur le vieux pont. Le pont d'origine était une structure en bois, bordée de maisons des deux côtés. Au moment de la guerre civile, le pont était connu pour sa communauté d'orfèvres. L'église Saint-Nicolas d'aujourd'hui a été reconstruite en 1762-1769 par James Bridges et Thomas Paty, qui ont reconstruit la flèche. Une partie de l'ancienne église et des remparts de la ville subsiste dans la crypte du XIVe siècle.

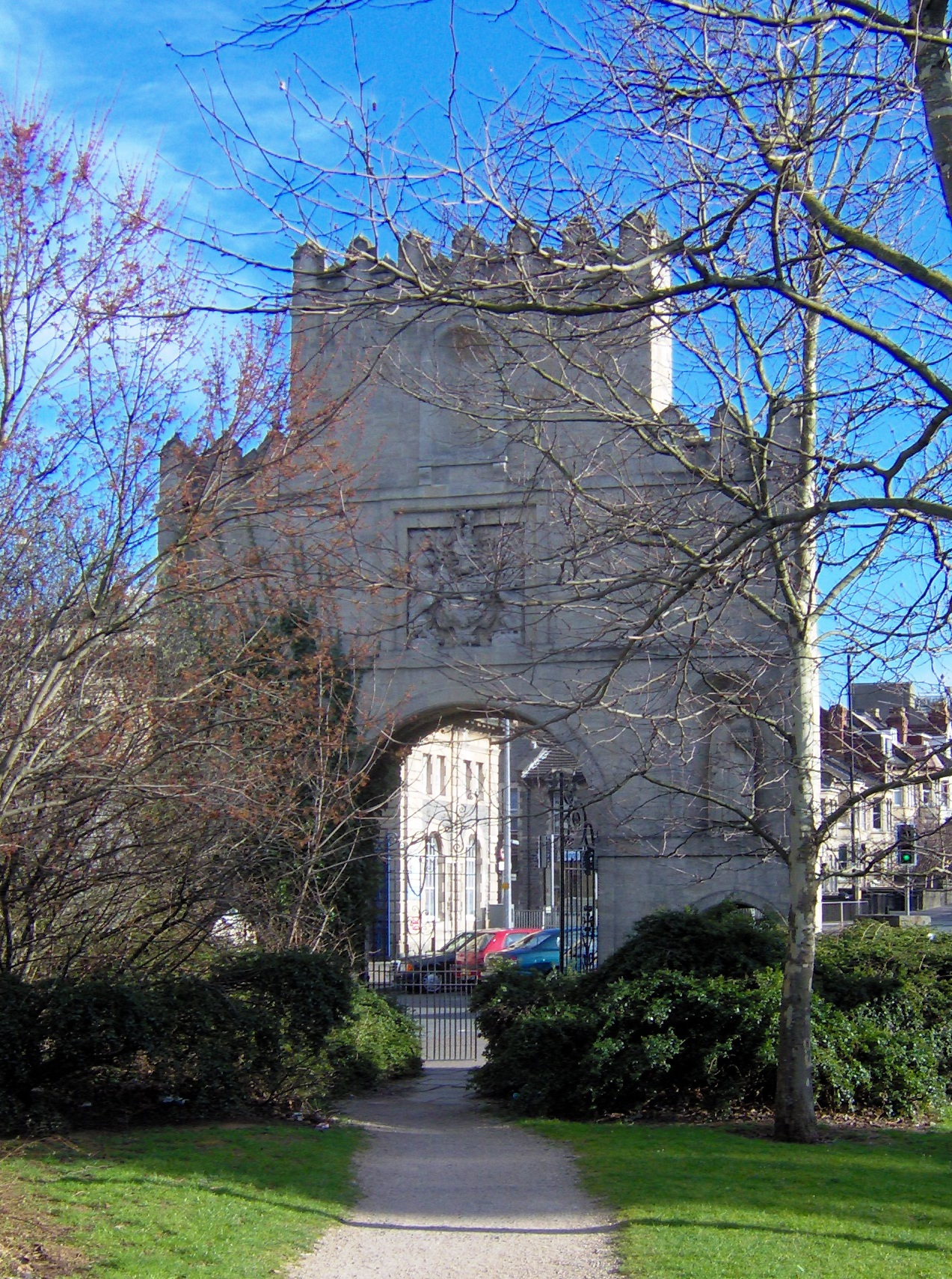
Arc de Triomphe de la Cour d'Arno.

Le Theatre Royal s'est associé au Coopers' Hall pour former le Bristol Old Vic.
Pendant la période de l'architecture géorgienne (vers 1720-1840), James Bridges, John Wallis et Thomas Paty avec ses fils John et William Paty sont les principaux architectes et constructeurs travaillant à Bristol. Ils construisent des centaines de nouveaux bâtiments, reflétant la prospérité liée au commerce à The Exchange, construit en 1741-1743 par John Wood,. Leurs premiers travaux comprennent le Fort Royal, la Blaise Castle House et le domaine de la Cour d'Arno, avec l'Arc de Triomphe de la Cour d'Arno et la Black Castle Public House. Des terrasses et lieux plus modestes se sont développés dans les nouveaux quartiers tels que Hotwells et au nord jusqu'à Clifton, comme le 7 Great George Street, aujourd'hui le Georgian House Museum.

### Style Regency (débutXIXesiècle)

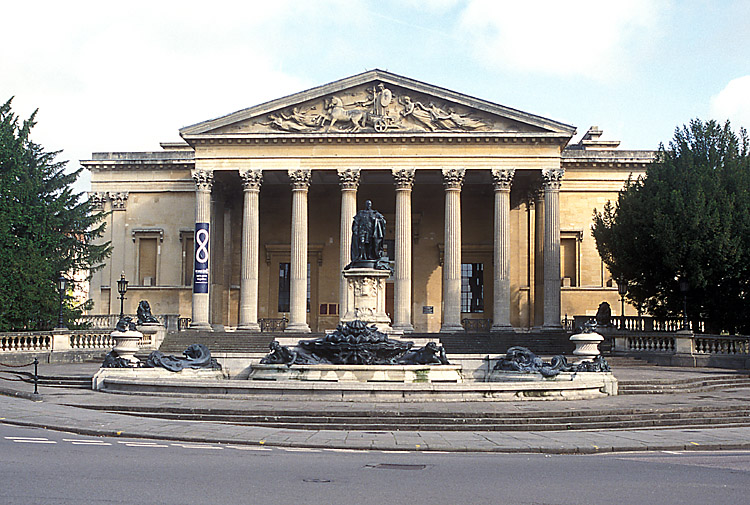
Victoria Rooms.

Le terme style Regency fait principalement référence aux bâtiments du début du XIXe siècle, lorsque George IV était encore prince régent, ainsi qu'aux bâtiments construits un peu plus tard mais toujours dans le même style. Il s'inscrit dans la continuité du style architectural géorgien. De nombreux bâtiments de style Regency ont une façade en stuc peint en blanc et une entrée menant à la porte d'entrée principale, généralement de couleur noire, encadrée par deux colonnes. Les maisons de style Regency sont généralement construites sous forme de terrasses ou de croissants, souvent autour d'arbres et de végétation. Les élégants balcons en fer forgé et les fenêtres arquées étaient également à la mode. John Nash fait partie des instigateurs de ce style, dont l'œuvre la plus remarquable à Bristol est Blaise Hamlet, un complexe de petits cottages.

## Période victorienne (fin duXIXesiècle)

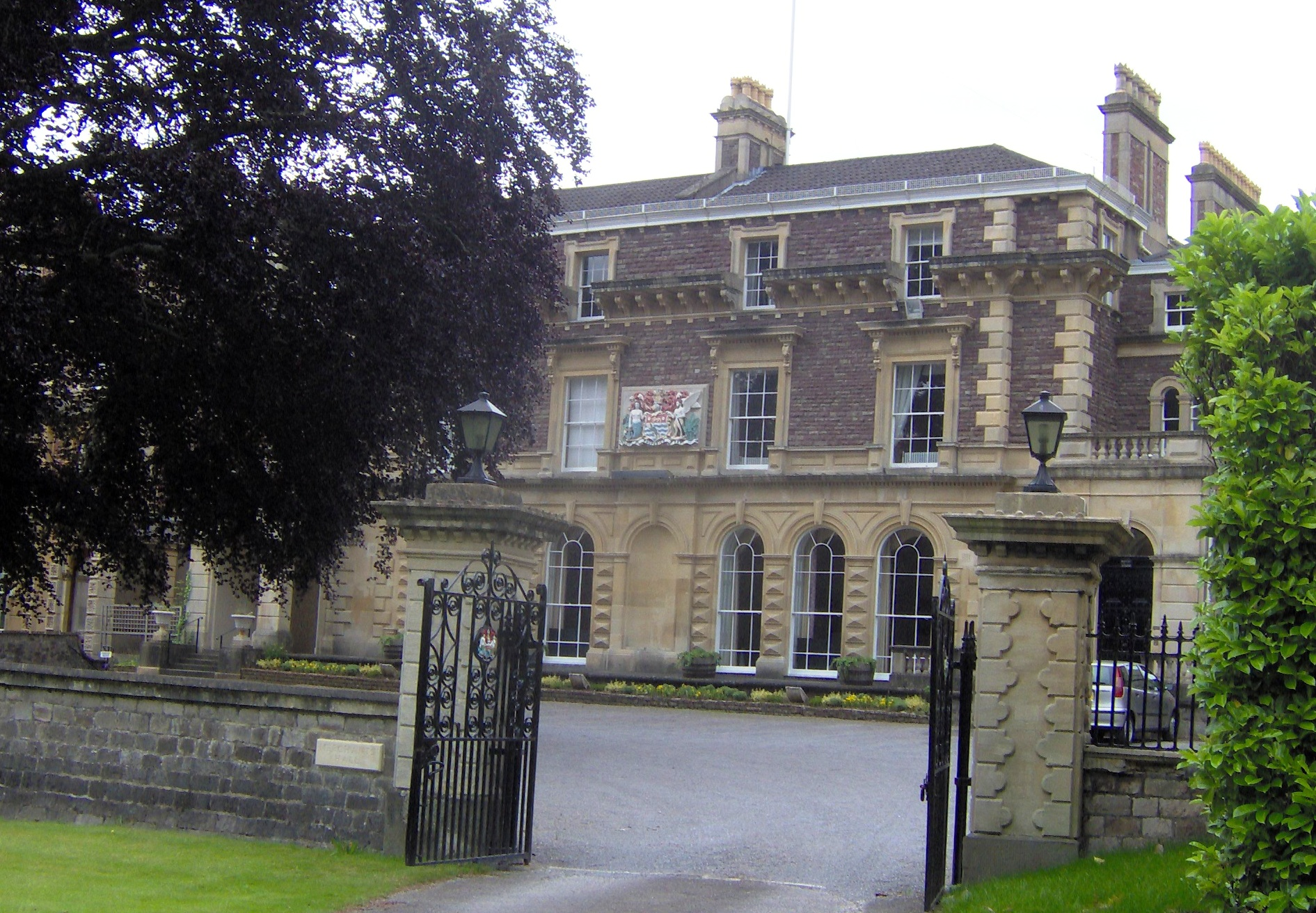
Merchant Hall, Clifton Down.

L'ère victorienne voit une nouvelle expansion de la ville dans son cœur industriel autour des quais et dans les banlieues, en particulier à Clifton.
Des villas italiennes et grecques sont construites avec de la pierre de Bath. Des centaines d’hectares de maisons ouvrières et artisanales sont construites, notamment dans le sud et l’est de la ville. Pour pallier l'augmentation de la population, des bâtiments publics tels que l'hôpital Beaufort (aujourd'hui Glenside), des écoles telles que le Clifton College et des pubs tels que le Mauretania Public House sont construits.

### Style industriel

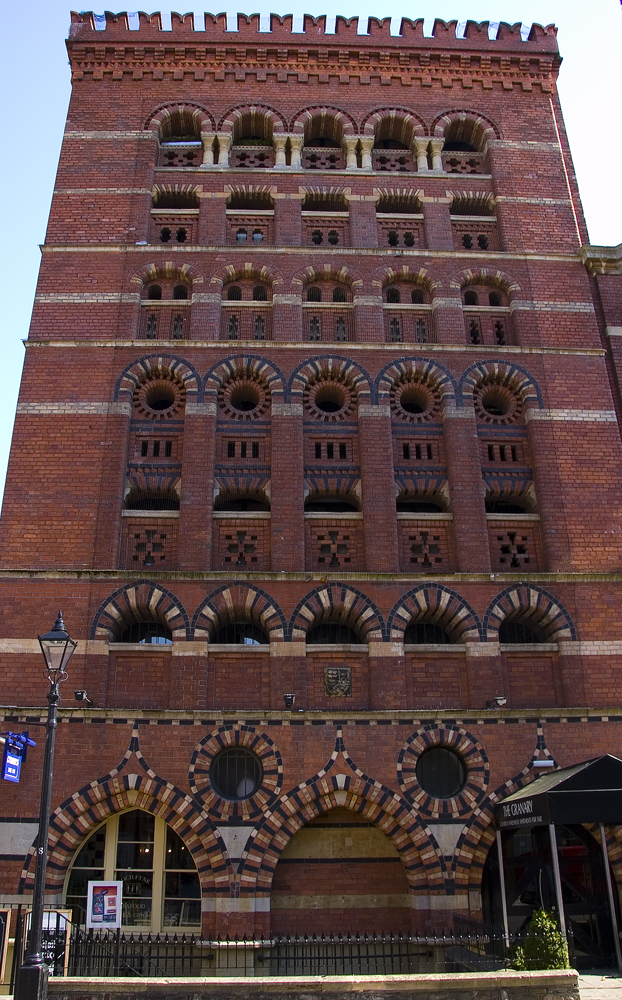
The Granary, bâtiment de style byzantin.
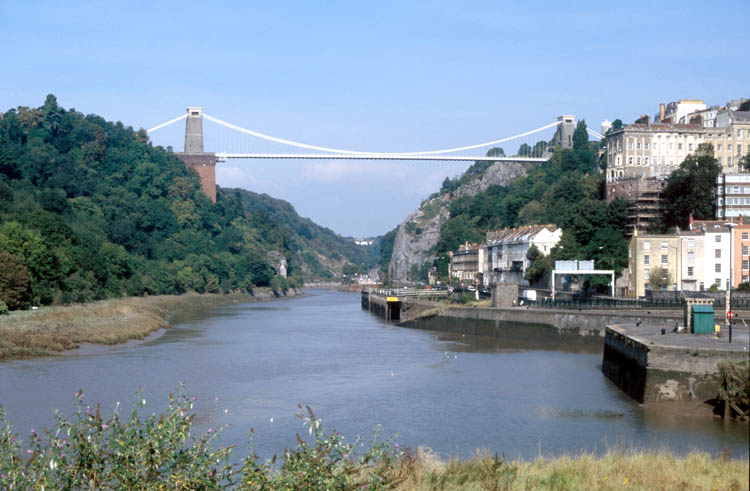
Pont suspendu de Clifton.

## XXesiècle

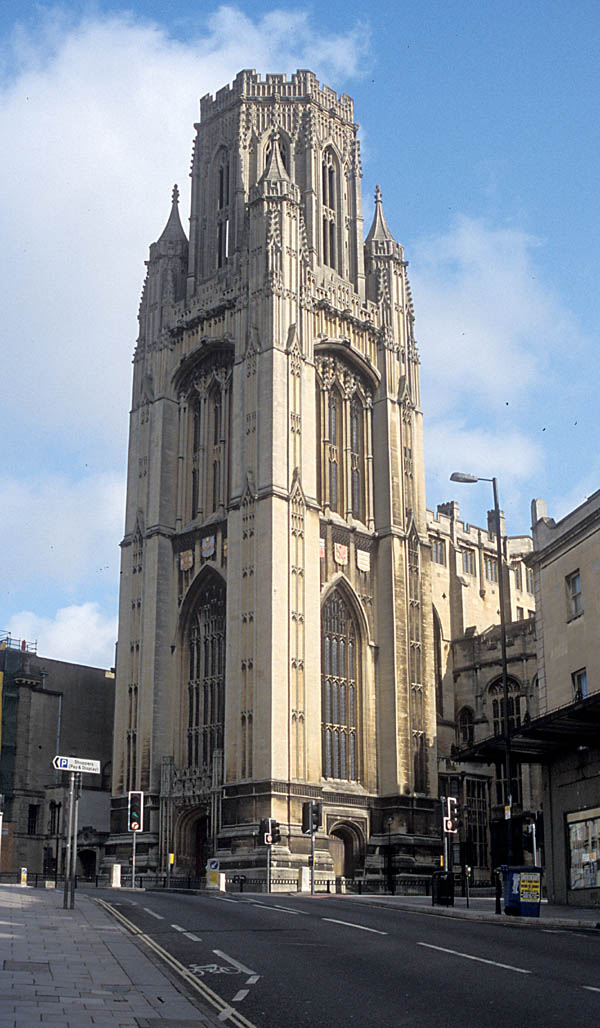
Le Wills Memorial Building.
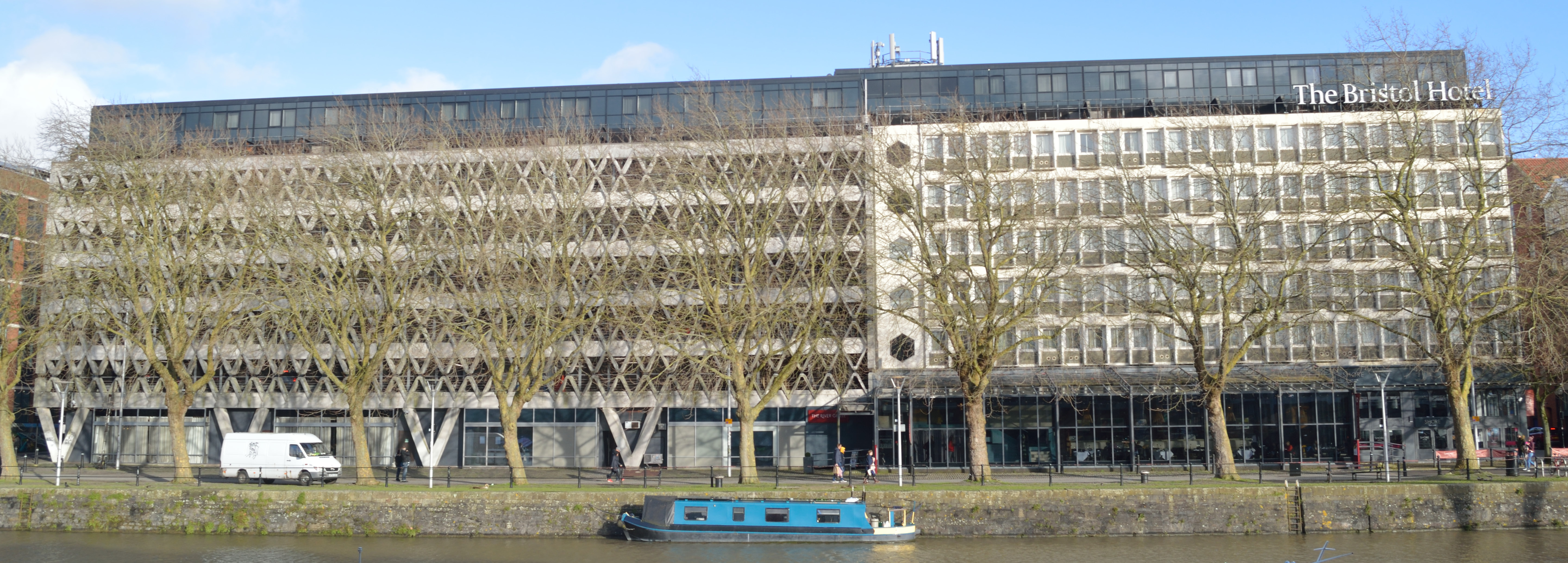
L'hôtel Bristol.
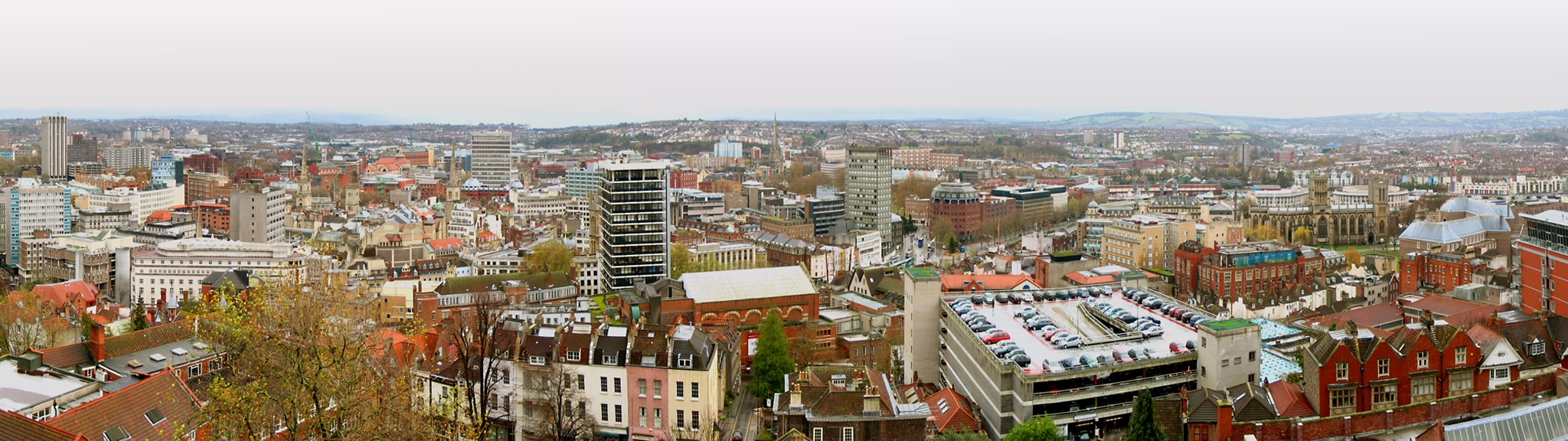
Panorama de la ville.

## XXIesiècle

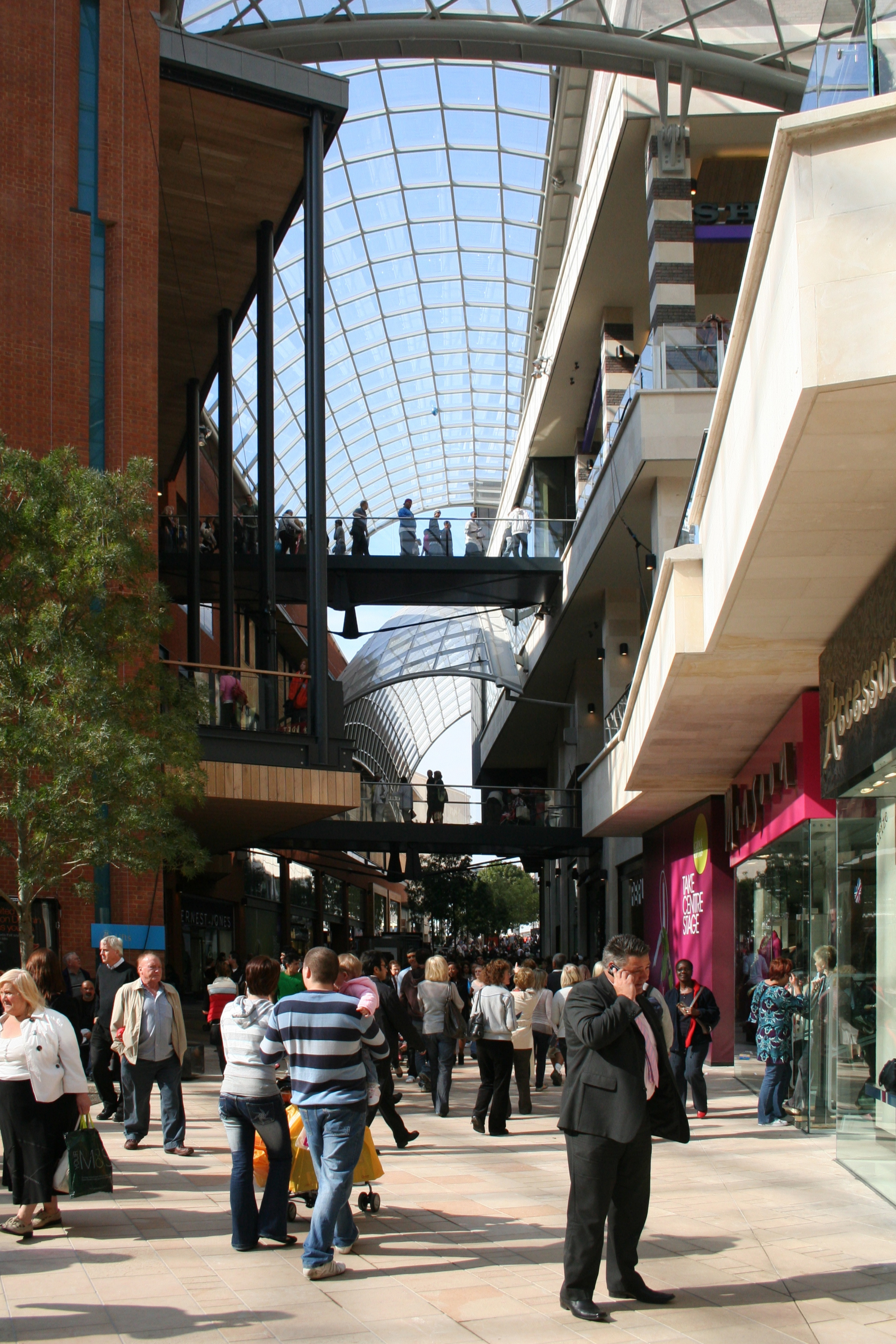
Le centre commercial Cabot Circus, ouvert en 2008.

Le centre commercial Broadmead est réaménagé et l'une des plus hautes tours de la ville, Tollgate House, est détruite lors de la construction du centre commercial Cabot Circus. L'ancienne tour Bristol and West Building, auparavant faite d'un revêtement extérieur en béton, est transformée en un gratte-ciel de verre. En 2005, le conseil municipal organise des consultations sur le sort des immeubles de grande hauteur à Bristol : les nouveaux immeubles de grande hauteur sont acceptés, à condition qu'ils soient bien conçus, durables, distinctifs et « adaptés » au paysage urbain existant. 

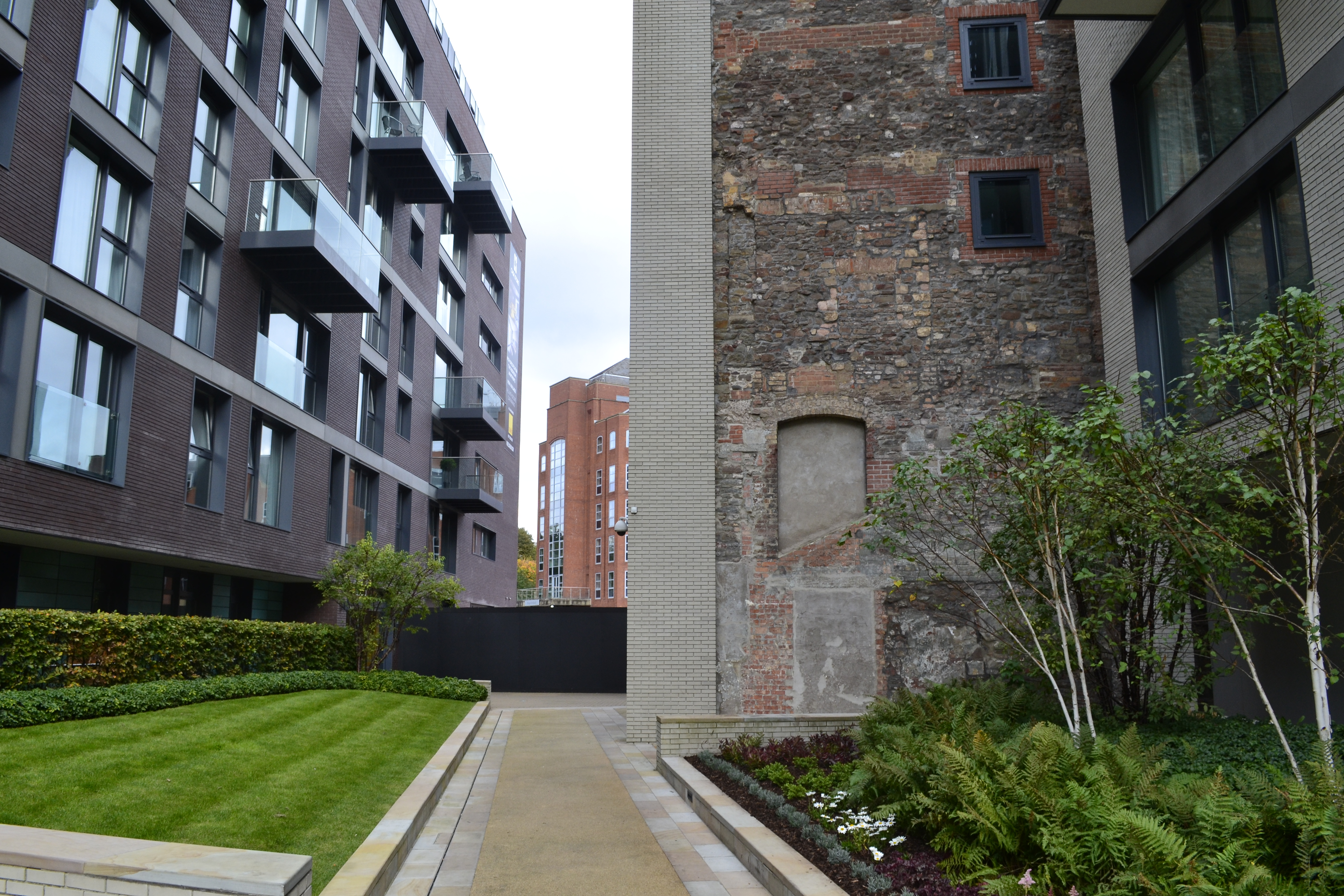
Développement du 21e siècle intégrant la régénération des bâtiments historiques de la brasserie le long du port.